# Catherine Igathe
Catherine Igathe (chưa rõ năm sinh) là một nữ doanh nhân người Kenya và là giám đốc kinh doanh, giám đốc quản lý và giám đốc điều hành của Công ty Trách nhiệm hữu hạn về Bảo hiểm American International Group Kenya.

## Bối cảnh và giáo dục
Igathe có bằng Cử nhân Quản trị Kinh doanh của Đại học Quốc tế Hoa Kỳ tại chi nhánh ở Nairobi. Sau đó, bà đã tốt nghiệp Chương trình Quản lý Cấp cao của Trường Kinh doanh Strathmore, cũng tại chi nhánh ở Nairobi. Igathe cũng tốt nghiệp Trường Kinh doanh IESE tại Tây Ban Nha.

## Kinh nghiệm làm việc
Bà đã có kinh nghiệm lâu năm trong ngành bảo hiểm trong gần 25 năm qua. Tại một thời gian, bà từng là Giám đốc phụ trách phân phối tại American International Group Kenya. Sau đó, Igathe được thăng chức Quyền Giám đốc Điều hành American International Group Kenya, và giữ vị trí này trong sáu tháng, trước khi bà được xác nhận là Giám đốc điều hành chính thức của American International Group Kenya.

## Những công việc khác
Năm 2016, Catherine Igathe được bổ nhiệm làm giám đốc điều hành của Centum Investments, một công ty đầu tư giao dịch công khai có trụ sở tại Kenya. Công ty này có cổ phiếu niêm yết trên Sở giao dịch chứng khoán Nairobi và trên Sở giao dịch chứng khoán Uganda.

## Gia đình
Bà đã kết hôn với doanh nhân Polycarp Igathe, trong cuộc hôn nhân này hai người có ba đứa con, một con trai và hai con gái.